# Herb gminy Wojciechów
Herb gminy Wojciechów – jeden z symboli gminy Wojciechów, autorstwa Wojciecha Tutaka i Pawła Dudzińskiego, ustanowiony 24 kwietnia 2014.

## Wygląd i symbolika
Herb przedstawia na tarczy w polu czerwonym srebrny Odrowąż ponad takąż podkową. Odrowąż jest herbem pierwszych właścicieli Wojciechowa – Szczekockich. Podkowa jest najbardziej rozpoznawalnym wyrobem związanym z kowalstwem.